# 维亚兹诺瓦托夫卡农村居民点
维亚兹诺瓦托夫卡农村居民点（俄语：Вязноватовское сельское поселение）是俄罗斯联邦沃罗涅日州下杰维茨克区所属的一个农村居民点。其下辖有1个居民点，行政中心为维亚兹诺瓦托夫卡。据2016年统计，该农村居民点的人口为1013人。